# Fujiwara no Momokawa
Fujiwara no Momokawa (藤原百川, 732 - 28 août 779) est un aristocrate japonais. Il est le huitième fils de Fujiwara no Umakai (藤原宇合).
Lors de la querelle de succession à la suite de la mort de l'impératrice Shōtoku, il s'allie avec son frère Yoshitsugu (良継) et son cousin Nagate (永手) pour soutenir l'empereur Kōnin.
Il a contribué à l'expulsion de Dōkyō et soutenu le prince Yamabe face au prince Osabe.
Il a marié sa fille au futur empereur Kammu et a ainsi été promu Ministre des affaires suprêmes (太政大臣) à titre posthume.